# Sphaerokodisis tenuis
Sphaerokodisis tenuis är en korallart som först beskrevs av Thomson och Rennet 1931.  Sphaerokodisis tenuis ingår i släktet Sphaerokodisis och familjen Isididae. Inga underarter finns listade i Catalogue of Life.